# Архиепархия Монтевидео
Архиепархия Монтевидео (лат. Archidioecesis Montisvidei) — архиепархия Римско-Католической церкви с центром в городе Монтевидео, столице Уругвае. В митрополию Монтевидео входят епархии Канелонеса, Мальдонадо — Пунта-дель-Эсте — Минаса, Мело, Мерседеса, Сальто, Сан-Хосе-де-Майо, Такуарембо и Флориды. Архиепархия включает в себя департамент Монтевидео. Кафедральным собором архиепархии Монтевидео является Кафедральный собор Непорочного зачатия и Святых Филиппа и Якова.

## История
Святой Престол учредил Апостольский викариат Монтевидео 14 августа 1832 года по гражданскому праву 1830 года, территория была уступлена епархией Буэнос-Айреса (ныне — архиепархия).
13 июля 1878 года апостольский викариат был повышен до уровня епархии.
14 апреля 1897 года апостольский викариат уступил часть своей территории в пользу учреждения епархии Сальто и Мело, и в то же время был возведён в ранг митрополии-архиепархии.
15 ноября 1955 года он передал часть своей территории в пользу епархии Мело и учреждения епархии Сан-Хосе-де-Майо.

## Епископы
- 14 августа 1832 — 6 февраля 1848 — епископ Дамасо Антонио Ларраньяга (Dámaso Antonio Larrañaga) — ;
- 1848 — 2 октября 1852 — епископ Лоренсо Антонио Фернандес (Lorenzo Antonio Fernández) — ;
- 1854 — 9 мая 1857 — епископ Хосе Бенито Ламас (José Benito Lamas) — ;
- 26 мая 1859 — 6 мая 1881 — епископ Хасинто Вера-и-Дуран (Jacinto Vera y Durán) — ;
- 22 ноября 1881 — 1 февраля 1890 — епископ Иносенсио Мариа Йереги (Inocencio María Yéregui) — .

## Архиепископы
- 29 января 1891 — 26 сентября 1908 — архиепископ Мариано Солер (Mariano Soler);
  - 1908—1918) (апостольский администратор) - Рикардо Исаса (Ricardo Isasa);
- 3 июля 1919 — 20 ноября 1940 — архиепископ Джованни Франческо Арагоне (Giovanni Francesco Aragone);
- 20 ноября 1940 — 17 ноября 1976 — кардинал Антонио Мария Барбьери, O.F.M.Cap.;
- 17 ноября 1976 — 12 июля 1985 — архиепископ Карлос Партели Келлер (Carlos Parteli Keller);
- 5 июня 1985 — 4 декабря 1998 — архиепископ Хосе Готтарди Кристелли (José Gottardi Cristelli), S.D.B.;
- 4 декабря 1998 — 11 февраля 2014 — архиепископ Николас Котуньо Фаницци (Nicolás Cotugno Fanizzi), S.D.B.;
- с 11 февраля 2014 — по настоящее время — кардинал Даниэль Фернандо Стурла Беруэ, S.D.B..

## Суффраганные диоцезы
- Диоцез Канелонеса;
- Диоцез Мальдонадо — Пунта-дель-Эсте — Минаса;
- Диоцез Мело;
- Диоцез Мерседеса;
- Диоцез Сальто;
- Диоцез Сан-Хосе-де-Майо;
- Диоцез Такуарембо;
- Диоцез Флориды.

## Приходы архиепархии
- Церковь Святейшего Сердца Иисуса

## Источник
- Annuario Pontificio, Libreria Editrice Vaticana, Città del Vaticano, 2003, ISBN 88-209-7422-3